# Ontwikkelingsland

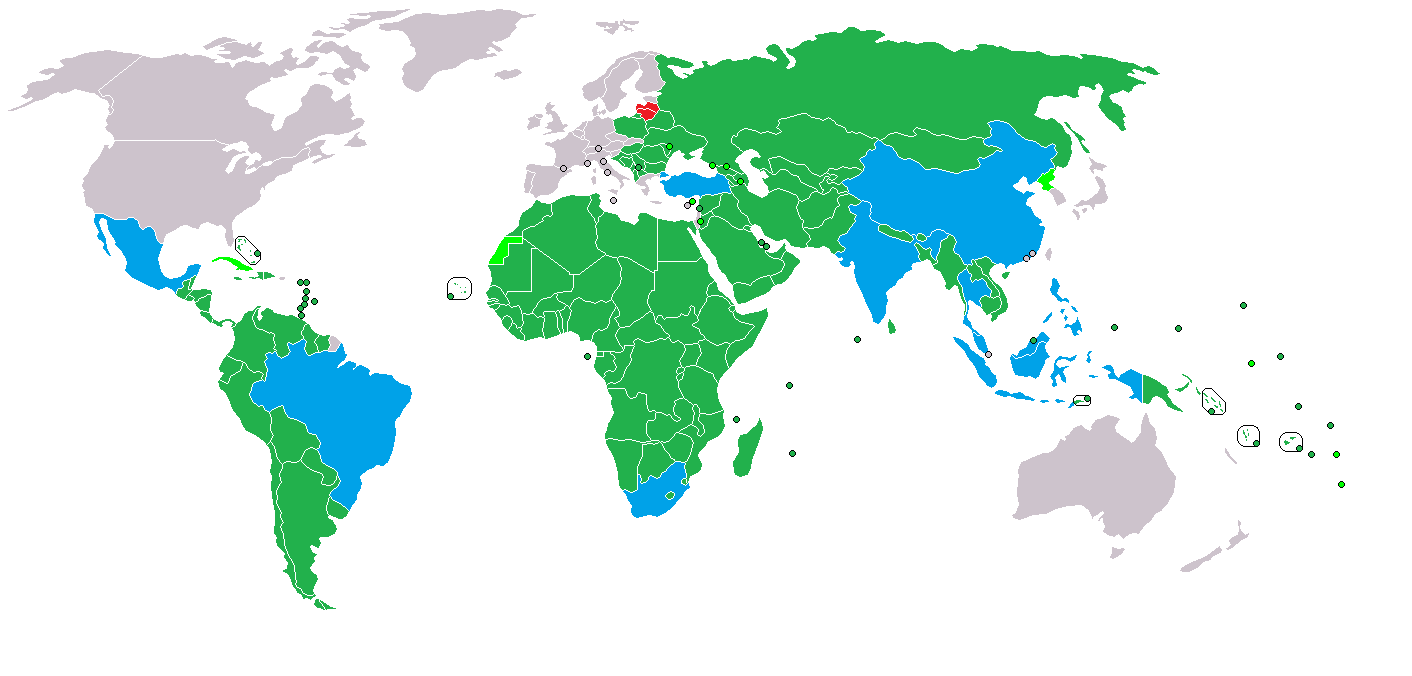
Landen in ontwikkeling volgens het IMF
Landen in ontwikkeling die buiten het bereik van het IMF vallen
Landen die inmiddels tot de ontwikkelde landen behoren
Newly industrialized countries, ontwikkelen en industrialiseren in hoog tempo

Een ontwikkelingsland of land in ontwikkeling is een land dat (nog) geen hoge graad van industrialisatie bereikt heeft in verhouding tot ontwikkelde landen. Het beschikt hierdoor over een relatief grote landbouwsector, een kleine dienstensector, een lage levensstandaard alsook een laag bruto nationaal product. De achterstand op economisch, technologisch, wetenschappelijk en medisch vlak die als gevolg hiervan in de loop der tijd ontstaat, ten opzichte van landen die zich op genoemde vlakken hebben ontwikkeld, gaat gepaard met een bepaalde mate van armoede. Er bestaat een sterk verband tussen de beschreven economische status van een land en een hoge bevolkingsgroei. 

## Terminologie
De verzameling ontwikkelingslanden werd in het verleden wel 'derde wereld' genoemd. Ook over de term 'ontwikkelingsland' bestaat controverse, omdat sommigen vinden dat het een concept van "wij" en "zij" in stand houdt. In 2015 verklaarde de Wereldbank dat de 'ontwikkelings- versus ontwikkelde wereld'-categorisering minder relevant was geworden en dat ze het gebruik van die descriptor geleidelijk zou afbouwen. In plaats daarvan presenteren hun rapporten thans data-aggregaties voor regio's en inkomensgroepen. Voorts wordt steeds vaker de term 'Global South' gebruikt als alternatief voor het begrip ontwikkelingslanden, al is dit te verwarren met het zuidelijk halfrond als geheel.

## Kenmerken
Hoewel de meningen over wat nu een ontwikkelingsland typeert verschillen, bestaan er een aantal punten die in meer of mindere mate kenmerkend zijn voor ontwikkelingslanden:
- slechte gezondheidszorg
- een hoog percentage analfabeten
- hoog percentage agrariërs
- veel kinderen per gezin
- ondervoeding
- gebrekkige hygiëne
- kinderarbeid
- hoog sterftecijfer
- kleine middenstand
- geringe middenklasse
- laag energieverbruik
- ontbrekende tot beperkte vrouwenemancipatie
- hoge schuld (met name aan landen uit de eerste wereld) - zie ook: Lijst van landen naar staatsschuld

Prof.dr. Adam Szirmai  (TU/e) vermeldt in zijn boek The Dynamics of Socio-Economic Development ook nog de volgende overeenkomsten:
- duidelijk aanwezig dualisme in de economie
- hoge bevolkingsgroei
- snelle urbanisatie
- onderbenutting van werkkapitaal
- laag niveau van technische capaciteiten
- politieke instabiliteit, een grote mate van corruptie
- milieudegradatie

## Voorbeelden
Landen die door het Internationaal Monetair Fonds in het algemeen als ontwikkelingsland gezien worden, of die een aantal dan wel alle bovenstaand genoemde kenmerken vertonen, zijn:
- De meeste landen in Afrika
- De meeste landen en staten in Azië met uitzondering van Israël, Taiwan, Hongkong, Singapore, Japan, Thailand, Zuid-Korea, Qatar, Bahrein, Verenigde Arabische Emiraten en Saoedi-Arabië
- De meeste landen in Zuid-Amerika, Centraal-Amerika en de Caraïben
- Sommige landen in Oost-Europa
- Sommige landen in Oceanië, zoals Papoea-Nieuw-Guinea.[3]

De Verenigde Naties staat elk land toe om te kiezen of het als ontwikkeld land, ontwikkelingsland of minst ontwikkeld land (onontwikkeld) beschreven wil worden, ofschoon de meeste economische en andere observatoren deze VN-regeling negeren.

## Enkele oorzaken
Het ontstaan van verschillen in de ontwikkeling van landen en hun economieën kan complex zijn, waardoor zij niet door een eenduidige gedachtegang verklaard kunnen worden. Om armoede in ontwikkelingslanden te bestrijden is inzicht in de oorzaken ervan noodzakelijk. Een paar oorzaken zijn:

### Koloniale uitbuiting en economische afhankelijkheid
De meeste landen die nu als ontwikkelingslanden gekenmerkt worden, werden tijdens de negentiende en twintigste eeuw gekoloniseerd. Hierbij deed de kolonie voornamelijk dienst als leverancier van grondstoffen en afzetmarkt voor de koloniale mogendheid. Zelfs nadat zij politiek onafhankelijk werd, bleef de voormalige kolonie veelal economisch afhankelijk van haar vroegere moederland.

### Politieke instabiliteit
Oorlogen en burgeroorlogen eisen mensenlevens, kosten veel geld en beschadigen de infrastructuur van een land. Een van de uitvloeisels hiervan is dat buitenlandse ondernemingen veel minder geneigd zijn om in het betreffende land te investeren. Afrika, bijvoorbeeld, bestond oorspronkelijk uit duizenden koninkrijken en stammen. Na de Tweede Wereldoorlog kregen de diverse koloniën in Afrika hun onafhankelijkheid. De grenzen van de nieuwe staten liepen echter vaak dwars door de gebieden van de verschillende stammen heen of voegden verscheidene stammen samen. Conflicten waren het gevolg.

### Slecht bestuursbeleid
Een onbestendige organisatie en verkeerde economische beslissingen zijn vaak het gevolg van een slecht beleid gericht op de lange termijn. Maar deze slechte beslissingen moeten zulke landen vaak nemen onder druk van internationale handelsakkoorden zoals TTIP, CETA, ...

### De afwezigheid van of een tekort aan productiefactoren
Natuur
De geschiedenis toont aan dat landen met een tekort aan grondstoffen of een ongunstige geografische ligging een lager ontwikkelingsniveau vertonen. Het meest voor de hand liggende voorbeeld is de Sahara, waarin alle landen als ontwikkelingsland gekwalificeerd worden.
Arbeid
Zoals aangegeven wordt een ontwikkelingsland vaak gekenmerkt door een grote bevolkingsgroei. Het probleem is dus niet zo zeer een tekort aan arbeidskrachten, maar een tekort aan geschoolde arbeidskrachten. De hoger opgeleide arbeidskrachten die er wel zijn trekken vaak weg naar landen met ontwikkelde economieën. Andere problemen in relatie tot arbeid zijn de gezondheidsproblemen waarmee ontwikkelingslanden vaak geconfronteerd worden, zoals aids, cholera, ondervoeding en diarree.
Kapitaal
Kapitaal kan pas ontstaan wanneer de aangewende arbeid niet onmiddellijk gebruikt wordt om de primaire levensbehoeften te bevredigen. Mensen kunnen in ontwikkelingslanden echter al moeite hebben om in hun primaire levensbehoefte te voorzien, laat staan dat ze in staat zouden zijn om te sparen. Hierdoor wordt er te weinig geld gegenereerd om te investeren in productiemiddelen.

### Onvoldoende toegang tot onderwijs
Onderwijs is een essentieel element in de strijd tegen armoede en ongelijkheid. Onderwijs geeft (in ieder geval) kinderen de kans zich geestelijk en lichamelijk te ontplooien om zo gedurende het leven zelfstandig deel te kunnen nemen alsmede een bijdrage te kunnen leveren aan de economie van een samenleving.